# Selatrað
Selatrað is een dorp dat behoort tot de gemeente Sjóvar kommuna in het westen van het eiland Eysturoy op de Faeröer. Selatrað heeft 63 inwoners. De postcode is FO 497.

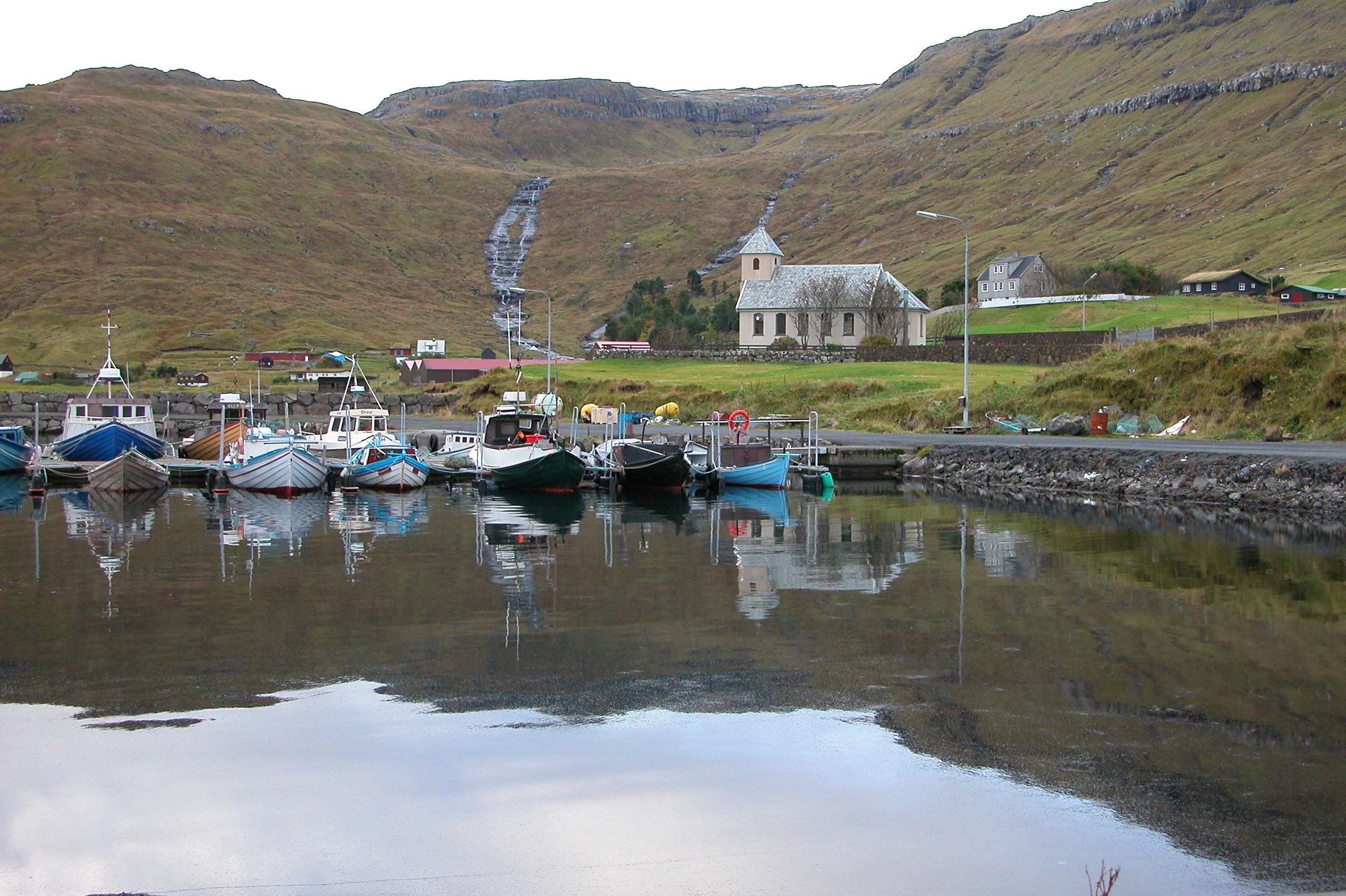
Haven